# Tekellina araucana
Espèce
Tekellina araucana est une espèce d'araignées aranéomorphes de la famille des Synotaxidae.

## Distribution
Cette espèce se rencontre au Chili dans les régions de Valparaíso, du Maule, d'Araucanie, des Fleuves et des Lacs et en Argentine dans la province de Terre de Feu,.

## Description
Le mâle holotype mesure 0,875 mm et la femelle paratype 1,167 mm.

## Systématique et taxinomie
Cette espèce a été décrite par Marusik, Eskov et Ramírez en 2022.

## Publication originale
- Ramírez, Magalhaes, Pizarro-Araya, Ballarin, Marusik & Eskov, 2022 : « A new species of the spider genus Tekellina Levi, 1957 from Chile, with a broadened definition of the family Synotaxidae (Arachnida, Araneae). » Zoologischer Anzeiger, vol. 301, p. 76-90.